# Malo Hudo
Malo Hudo – wieś w Słowenii, w gminie Ivančna Gorica. W 2018 roku liczyła 172 mieszkańców.